# Municipio de Upper Gwynedd
El municipio de Upper Gwynedd  (en inglés: Upper Gwynedd Township) es un municipio ubicado en el condado de Montgomery en el estado estadounidense de Pensilvania. En el año 2000 tenía una población de 14.243 habitantes y una densidad poblacional de 675,8 personas por km².

## Geografía
El municipio de Upper Gwynedd se encuentra ubicado en las coordenadas 40°15′06″N 75°27′29″O / 40.25167, -75.45806.

## Demografía
Según la Oficina del Censo en 2000 los ingresos medios por hogar en la localidad eran de $71,078 y los ingresos medios por familia eran $81,371. Los hombres tenían unos ingresos medios de $52,430 frente a los $37,729 para las mujeres. La renta per cápita para la localidad era de $32,806. Alrededor del 1,9% de la población estaban por debajo del umbral de pobreza.